# Electoral Commission of South Africa
Die südafrikanische Electoral Commission of South Africa (IEC, deutsch: „Wahlkommission von Südafrika“), früher die Independent Electoral Commission, ist die nationale Wahlbehörde ihres Landes und ein Verfassungsorgan. Sie wurde im Rahmen der 1993 beschlossenen Übergangsverfassung mit der Bezeichnung Independent Electoral Commission (IEC) auf Basis des Independent Electoral Commission Act, 1993 (Act No. 150 of 1993) gebildet. Für die 1994 abgehaltenen Wahlen, die ersten nach der Apartheidszeit, wurden neben elf inländischen auch fünf ausländische Mitglieder eingesetzt. Die Kommission überwacht anschließend diese und alle nachfolgenden Wahlen auf nationaler, provinzialer und kommunaler Ebene.
Mit einer Gesetzesnovelle im Jahre 1996 veränderte sich ihre Bezeichnung auf Electoral Commission of South Africa. Die Kurzbezeichnung „IEC“ wird inoffiziell beibehalten.
Neben der Durchführung der Wahlen und der Bekanntgabe der Ergebnisse ist die IEC auch für die Registrierung von Parteien und die Verwaltung der staatlichen Parteienfinanzierung zuständig.
Der Sitz der IEC ist Pretoria, des Weiteren bestehen Büros in allen Provinzen Südafrikas.